# پناهگاه صخره‌ای درون زرد
پناهگاه صخره‌ای درون زرد مربوط به دوران پارینه‌سنگی است و در شهرستان کوهدشت، بخش مرکزی، دهستان گل گل، روستای فرخ‌آباد واقع شده و این اثر در تاریخ ۷ اسفند ۱۳۸۶ با شمارهٔ ثبت ۲۱۳۵۴ به‌عنوان یکی از آثار ملی ایران به ثبت رسیده است.